# UFC 287
UFC 287: Pereira vs. Adesanya 2 fue un evento de artes marciales mixtas producido por Ultimate Fighting Championship que tuvo lugar el 8 de abril de 2023 en el Miami-Dade Arena en Miami, Florida, Estados Unidos.

## Antecedentes
El evento marcó la segunda visita de la promoción a Miami y la primera desde UFC 42 el 25 de abril de 2003.
El combate por la revancha del Campeonato de Peso Medio de la UFC entre el campeón Alex Pereira e Israel Adesanya encabezó el evento. El par se enfrentó previamente en UFC 281 en el que Pereira ganó el título por KO en el quinto asalto. Los dos también se enfrentaron previamente dos veces en combates de kickboxing. El primero tuvo lugar en abril de 2016 y Pereira ganó por decisión unánime. Su segundo enfrentamiento tuvo lugar en Glory of Heroes 7 en marzo de 2017 y Pereira ganó por KO en el tercer asalto.
Se esperaba un combate de peso ligero entre Nikolas Motta e Ignacio Bahamondes para este evento. Sin embargo, Motta se retiró a finales de marzo debido a un corte en la cabeza. Fue sustituido por Trey Ogden en un peso de 160 libras.
Se esperaba un combate de peso wélter entre Michael Chiesa y Li Jingliang. Sin embargo, Li se retiró del combate por una lesión en la espalda. No está claro si se buscará un sustituto.
Se esperaba que Chris Barnett se enfrentara a Chase Sherman en una pelea de peso pesado. Sin embargo, Barnett se retiró por razones no reveladas a principios de abril y fue reemplazado por Karl Williams. A su vez, Sherman se retiró el día del evento debido a un problema médico y la pelea fue cancelada.
En el pesaje, Christian Rodriguez pesó 137 libras, una libra por encima del límite del peso gallo. El combate se desarrolló en un peso acordado y fue multado con el 20% de su bolsa, que fue a parar a su oponente Raúl Rosas Jr.
Donald Trump hizo una aparición sorpresa en el evento.

## Resultados
1. ↑  Por el Campeonato de Peso Medio de la UFC.

## Premios de bonificación
Los siguientes luchadores recibieron bonificaciones de $50000 dólares.
- Pelea de la Noche: Kelvin Gastelum vs. Chris Curtis
- Actuación de la Noche: Israel Adesanya y Rob Font